# Casearia samoensis
Casearia samoensis är en videväxtart som beskrevs av W.Arthur Whistler. Casearia samoensis ingår i släktet Casearia och familjen videväxter. Inga underarter finns listade i Catalogue of Life.